# Мехмед Салих паша Гюмрюкчю
Мехмед Салих паша Гюмрюкчю, известен като Алайели и Ебубекирпашазаде (на турски: Mehmed Salih Paşa, Gümrükçü/Alaiyeli/Ebubekirpaşazade) е османски офицер и чиновник.

## Биография
Роден е в Алания и е син на Ебубекир паша Алайели. Валия е в Айдън, в Болу и в Бурса (Хюдавендигар). През септември 1845 година става валия в Солун и остава на поста до април 1846 година. В 1851 - 1853 година е валия в Силистра. След това за кратко отново е в Солун, а от 1853 до 1854 година управлява Янинския еялет.
Умира в 1858 година.